# Teatre Nou (Manresa)
El Teatre Nou fou un teatre de Manresa situat al Passeig de Pere III, 21 (actualment hi ha l'edifici de Telefònica)
El Teatre Nou va ser inaugurat l'any 1906, en el mateix espai on hi havia hagut una plaça de toros desmontable. Era un dels espais d’esbarjo efímers que s’instal·laven a l'estiu al Passeig de la ciutat. Estava fet tot de fusta amb detalls de decoració modernista, a l'estil dels teatres del Paral·lel de Barcelona, amb una platea i un primer pis.
Durant uns quants anys va dependre de la família Jorba, molt coneguda pels seus grans magatzems a Manresa i a Barcelona.
L'any 1914, el Teatre Nou va passar a ser propietat de l'empresari Andreu Cabot, qui va fer construir el Gran Teatre Kursaal el 1927 uns metres més amunt del mateix passeig.
Cabot hi va fer obres de reforma i en va confiar la direcció musical al mestre Josep Duran. El 1929, el va vendre a la Compañía Nacional Telefónica de España per construir-hi un edifici d’estil neoclàssic per als seus serveis centrals. Actualment, encara en conserva la propietat en un edifici totalment reformat i una de les seves empreses filials hi té una botiga de telefonia.